# Charles Lennox (4e duc de Richmond)
Pour les articles homonymes, voir Charles Lennox et Lennox.
Charles (IV) Lennox (9 décembre 1764 - 28 août 1819), 4e duc de Richmond et de Lennox, est un militaire, un homme politique et un administrateur colonial britannique.

## Biographie
Il est le fils du général George Henry Lennox et le neveu de Charles Lennox, 3e duc de Richmond et Lennox. Ce dernier n'ayant pas d'enfants, Charles hérite du titre de duc à la mort de son oncle en 1806. Il épouse en 1789 Charlotte Gordon, fille du duc de Gordon, et ils eurent sept fils et sept filles.

### Carrière
Lennox devient capitaine du 35e régiment d'infanterie à l'âge de 23 ans et lieutenant-colonel de l'armée deux ans plus tard, en 1789, grâce à l'influence de son oncle, dont il était le secrétaire. Cette même année, il se bat en duel contre Frederick, duc d'York et Albany, fils du roi George III, mais en sort indemne.
En 1790, il est élu député du Sussex à la Chambre des communes et est constamment réélu jusqu'en 1806 lorsque, devenu duc, il devient inéligible. L'année suivante, il est nommé Lord lieutenant d'Irlande et le reste jusqu'en 1813. De 1814 jusqu'en 1818 il vit à Bruxelles. Le 15 juin 1815, à la veille de la bataille des Quatre-Bras, son épouse donne un bal célèbre au cours duquel Wellington apprend l'avance de Napoléon dans les Pays-Bas.

### Gouverneur de l'Amérique du Nord britannique
Le 8 mai 1818, Richmond apprend sa nomination comme gouverneur en chef de l'Amérique du Nord britannique. Il arrive à Québec le 29 juillet 1818. Les instructions qu'il a reçues lui enjoignent d'améliorer la défense des colonies et la navigation intérieure et d'encourager l'immigration britannique. Après une tournée d'inspection, il recommande de construire un canal à Lachine ainsi qu'entre les lacs Ontario et Érié. Il conseille aussi de construire une route militaire entre le Bas-Canada et le Nouveau-Brunswick.
Richmond ne réussit pas aussi bien que ses prédécesseurs Prevost et Sherbrooke à se concilier l'appui des leaders Canadiens français. Mgr Plessis le considère comme moins accessible et plus enclin à écouter les avis des Britanniques Parti bureaucrate. Le gouverneur tente de désavouer le compromis survenu entre le gouverneur Sherbrooke et la Chambre d'assemblée sur l'approbation du budget de la colonie par la Chambre.
Inflexible sur le respect des prérogatives de la Couronne, Richmond veut aussi réintroduire les salaires de sinécure et la liste civile garantie pour la durée de la vie du roi. Il favorise de plus l'union du Haut-Canada et du Bas-Canada pour neutraliser le pouvoir politique des francophones. Après son administration, les relations entre la Couronne britannique et l'assemblée du Bas-Canada se détériorent continuellement.

### Mort
Lors d'une tournée d'inspection à l'été 1819, Richmond est mordu par un renard près de Sorel ; la blessure se cicatrise et Richmond poursuit son voyage. Cependant, durant son séjour au Haut-Canada, les premiers symptômes de la rage se manifestent. L'état du malade empire et il meurt finalement le 28 août à l’âge de 54 ans.